# Толок Ігор Вікторович
Толок Ігор Вікторович (22 березня 1972 р.н.) — ректор Національного університету цивільного захисту України. Генерал-майор.

## Життєпис
Народився 22 березня 1972 р. в м. Біла Церква, Київської області.
У 1989 році своїм життєвим шляхом обрав військову справу.
2012—2016 роки — Директор департаменту військової освіти і науки Міністерства оборони України.
У 2013 році захистив кандидатську дисертацію з педагогічних наук «Розвиток психолого-педагогічної компетентності майбутніх магістрів військового управління в системі післядипломної освіти».
У 2015 році нагороджений почесним званням «Заслужений працівник освіти України».
2016—2022 роки — начальник Військового інституту Київського національного університету імені Т.Г.Шевченка.
У 2019 році — присуджено Державну премію України в галузі освіти.
З перших днів повномасштабного вторгнення російської федерації безпосередньо брав участь в організації оборони Київщини.
15 березня 2022 року призначений на посаду керівника сектору оборони № 10 Угруповання сил і засобів оборони міста Київ (місто Біла Церква, Білоцерківський район).
Листопад 2022 року — липень 2024 року  керував тактичною групою «Січ» на території Запорізької та Дніпропетровської областей. За вагомий вклад в обороноздатність та розвиток Запорізької області нагороджений медаллю «За розвиток Запорізького краю».
У червні 2024 року нагороджений відзнакою Міністерства оборони України — медаллю «Золотий тризуб».
31 серпня 2024 року призначений ректором Національного університету цивільного захисту України .
12 вересня 2024 року отримав звання «Почесний громадянин Білоцерківської міської територіальної громади» .